# Meerengel
Der Meerengel (Squatina squatina), auch als Gemeiner Engelhai  oder Gewöhnlicher Engelhai bezeichnet, ist ein bodenbewohnender Hai, der an der europäischen Atlantikküste und im Mittelmeer vorkommt.

## Aussehen und Merkmale
Der Meerengel kann eine maximale Körperlänge von etwa 180 cm, möglicherweise auch bis zu 240 cm und ein Gewicht von bis zu 80 kg erreichen. Wie bei anderen Engelhaien ist der Rumpf stark abgeflacht mit sehr breiten Brustflossen, wodurch die Tiere in der Gestalt eher wie lange Rochen wirken. Die Brustflossen sind jedoch deutlich vom Rumpf abgesetzt, während sie bei den meisten Rochen ansatzlos in den Körper übergehen. Die hinteren Brustflossenenden sind stark gerundet. Meerengel haben zwei Rückenflossen, die sich auf dem Schwanzstiel befinden, und besitzen keine Afterflosse. Die erste Rückenflosse setzt hinter den freien Enden der Bauchflossen an. Der untere Lobus der Schwanzflosse ist länger als der obere. Der Körper hat eine einheitliche Grundfärbung ohne auffällige Zeichnungen. Die Sauglöcher sind mehr als 1,5 Augendurchmesser von den Augen entfernt. Das Maul ist endständig, die äußeren Nasenöffnungen sind mit einfachen Barteln versehen. Die hinteren sind verästelt. Entlang der Rückenmittellinie und über den Augen können sich kleine Dornen befinden.

## Verbreitung
Das Verbreitungsgebiet des Gemeinen Engelhais befindet sich im Küstenbereich des nordöstlichen Atlantiks vom südlichen Norwegen und die Shetlandinseln über die Nordsee bis hinunter nach Marokko und die Westsahara sowie um die Kanarischen Inseln und im Mittelmeer.
Er lebt im Flachwasser und auf dem Kontinentalschelfs über sandigen oder schlammigen Meeresböden in Tiefen von 5 bis 150 Metern. Der Hai kommt vor allem im Sommer in die Flachwasserbereiche der Küsten und zieht dann auch nach Norden, z. B. in die Nordsee und in den Skagerrak. Den Winter verbringt er in tieferem Wasser.

## Lebensweise

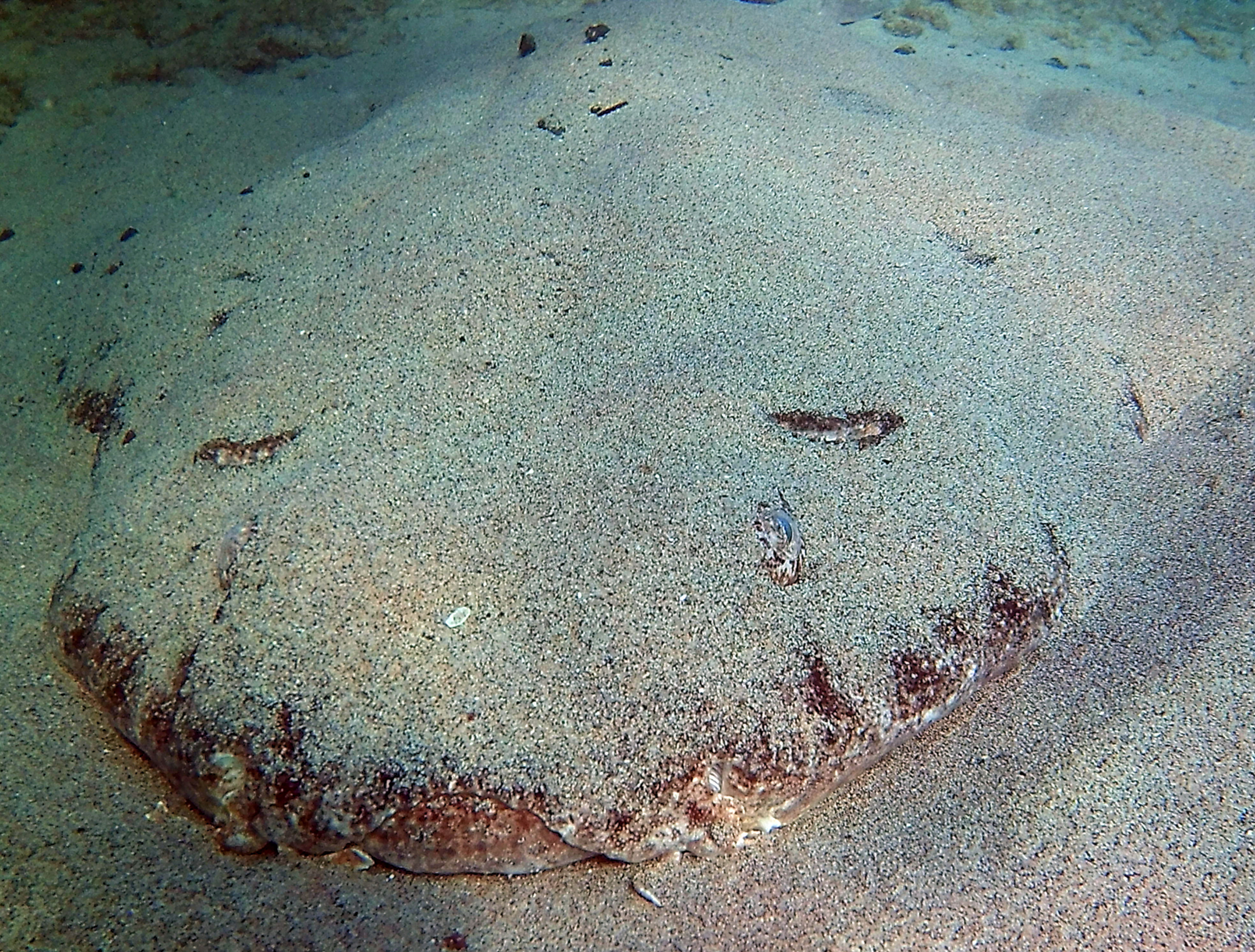
Eingegrabener Meerengel im Flachwasser vor Lanzarote

Der Meerengel ernährt sich vor allem von Plattfischen, Rochen, Weichtieren und Krebsen, die er als Lauerjäger auf dem Boden liegend erbeutet. Wie alle Engelhaie ist er ovovivipar – die Eier verbleiben bis zum Schlupf im Muttertier. Abhängig von ihrer Größe bringen die Weibchen dieser Art 7 bis 25 Jungtiere zur Welt. Die Tragzeit beträgt 8 bis 10 Monate. Der Schlupf der Junghaie ist im Mittelmeer von Dezember bis Februar, an den Küsten Englands im Juli. Beim Schlupf sind die Junghaie 20 bis 30 cm lang. Die Geschlechtsreife erreichen die Tiere mit einer Körperlänge von etwa 125 bis 170 Zentimetern.

## Gefährdung
Die Art wird durch die International Union for Conservation of Nature (IUCN) als Critically Endangered (vom Aussterben bedroht) eingestuft und mittlerweile zu den hundert am stärksten vom Aussterben bedrohten Arten gezählt. Als Hauptgrund wird die Zunahme von Schleppnetzfischerei in ihrem Verbreitungsgebiet angenommen.

## Belege
1. ↑  Fish Species of Gran Canaria - Angel Shark (Memento des Originals vom 1. Dezember 2017 im Internet Archive)  Info: Der Archivlink wurde automatisch eingesetzt und noch nicht geprüft. Bitte prüfe Original- und Archivlink gemäß Anleitung und entferne dann diesen Hinweis., Leagues Ahead Diving, zuletzt abgerufen am 28. November 2017
2. 1 2  Squatina squatina in der Roten Liste gefährdeter Arten der IUCN 2010. Eingestellt von: Morey, G., Serena, F., Mancusi, C., Fowler, S.L., Dipper, F. & Ellis, J., 2006. Abgerufen am 21. Juni 2011.
3. ↑  Informationsschrift der IUCN, engl.